# پونسیون دی مانیو
پونسیون دی مانیو (به لاتین: Poncione di Manió) یک کوه در سوئیس است که در کانتون وله واقع شده‌است. پونسیون دی مانیو ۲٬۹۲۵ متر بالاتر از سطح دریا واقع شده‌است.